# Un bambino di nome Gesù
Un bambino di nome Gesù è una miniserie televisiva divisa in 2 parti del 1988, diretta da Franco Rossi e con protagonisti Matteo Bellina (all'esordio sul piccolo schermo), Alessandro Gassmann, Bekim Fehmiu e María del Carmen San Martín. Per le riprese sono state impiegate 2500 comparse e 15 settimane.
La miniserie, tratta dai vangeli apocrifi, riporta l'infanzia di Gesù, soffermandosi sulle esperienze da bambino normale contrapposte a quelle del Messia.
La fiction è stata trasmessa per la prima volta da Canale 5 il 3 e 4 aprile 1988.
Sono stati inoltre girati due sequel di 100 minuti ciascuno, Un bambino di nome Gesù - L'attesa (1989) e Un bambino di nome Gesù - Il mistero (1991), che possono essere considerati come terza e quarta parte dell'opera.

## Trama

### Prima parte
Quando Erode, temendo che sia nato il Messia, ordina l'uccisione di tutti i bambini betlemmiti di età inferiore ai due anni, Giuseppe porta la sua famiglia in Egitto. Sette anni dopo la fuga, Giuseppe, Maria e Gesù vivono in un villaggio ai confini della Palestina, ma vengono raggiunti da Sefir, incaricato da Erode di uccidere il bambino. Maria e Gesù, separatisi da Giuseppe, che è stato ferito, si aggregano ad una carovana diretta in Galilea. Sefir riesce a catturarli, ma improvvisamente impazzisce. Giuseppe riesce a ritrovare Maria e Gesù e tutti insieme proseguono il viaggio verso Nazareth.

### Seconda parte
Gesù, tornato con i genitori a Nazareth, dà aiuto a Jeder, un giocatore d'azzardo braccato da un creditore. Tra i due nasce una solida amicizia. Più volte salvato, Jeder rifiuta di denunciarlo a Erode.

### Terza parte
Gesù si reca a Gerusalemme, accompagnato da Giuseppe, per ricevere un'educazione che a Nazareth nessuno può dargli. Lontano dalla madre, il bambino ha una visione del proprio futuro, della Passione che lo attende.